# Calliostoma consobrinum
Calliostoma consobrinum is een slakkensoort uit de familie van de Calliostomatidae. De wetenschappelijke naam van de soort is voor het eerst geldig gepubliceerd in 1958 door Powell.